# 英國駐拉薩使團
英國駐拉薩使團（又譯英国驻拉萨商务代办处、英国驻拉萨代表团）是英屬印度在西藏的办事机构，位於拉薩功德林寺所属的德吉林卡（Dekyi Lingka）。 它於1936年8月成立，首任團長是黎吉生，1947年8月15日印度獨立後，使團改為印度驻拉萨使团，黎吉生繼續擔任團長，直到1950年8月（中國人民解放軍入藏前夕）离开西藏。印度外交部於1952年9月16日宣布，將印度駐拉薩使團降格為總領事館。

## 歷史

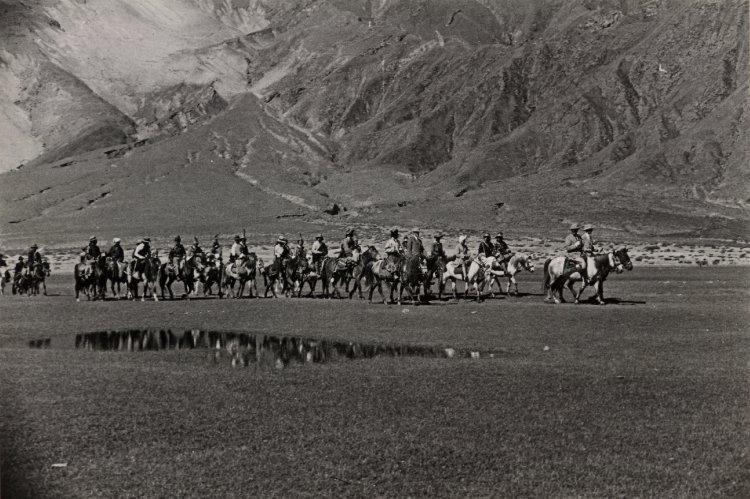
拉薩官方出城數哩迎接使團

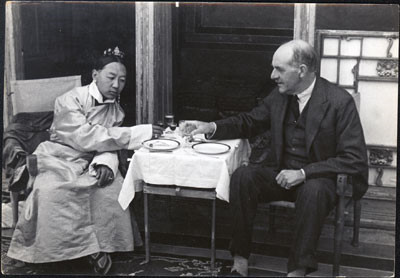
1936年噶廈司倫朗顿·贡嘎旺秋与巴茲爾·古德在德吉林卡共進午餐

1934年，國民政府命黄慕松率团进藏为圆寂的第十三世達賴喇嘛致祭，在拉萨留下二位官員和一部电台，受到西藏政府的重视。为了抵消黄慕松使团的影响，1936年8月，巴茲爾·古德率領一個代表團前往拉薩，成員包括他的私人秘書斯潘塞·查普曼，英國陸軍菲利普·尼姆准將，兩名英國皇家通訊部隊的電報員（Sidney Dagg和Evan Nepean），一名軍醫（William Morgan）和駐江孜商務代表黎吉生。代表團與西藏政府進行談判，討論第九世班禪喇嘛返回西藏的可能性。古德還討論了英國對拉薩的軍事援助。1936年9月7日，古德與菲利普·尼姆准將檢閱駐守拉薩扎基監獄藏軍的演習。

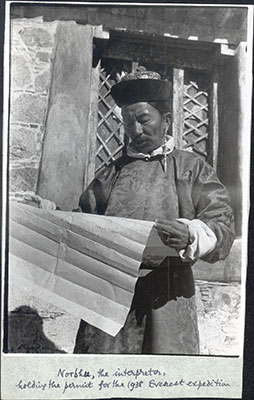
諾布頓珠宣讀珠峰遠征隊護照

1937年1月1日，使團宴請西藏攝政熱振活佛、噶廈四位噶倫等人，他們帶來的新年禮物是1938年珠穆朗瑪峰英國遠征隊的護照。
古德1937年2月17日率團離開拉薩，但留下黎吉生、诺布顿珠和無線電台，黎吉生成為英國駐拉薩使團團長（officer in charge），以電台與英國保持聯繫。使團直属於駐錫金政務官，其法律地位故意保持模糊，英國並未因為使團成立而接著承認西藏独立。

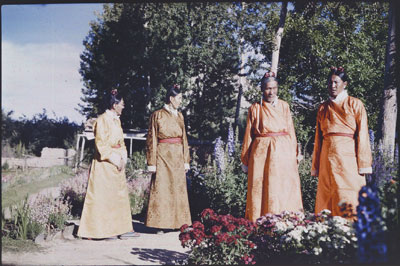
噶厦政府四名孜本在使館的花園中

使團成立后成为英国与西藏关系的中心。该团成员在西藏事务方面经验丰富，憑藉他們的專業與愛好與拉薩各界人士建立了良好關係，而原先地位重要的江孜商务代办处则淪為拉萨使團的补给站。
1942年2月蒋介石访问印度，雙方同意開闢印藏畜力驿运线，以利運輸中國抗戰所需物資。1942年3月18日，英国使團團長诺布顿珠奉印督命，向噶廈建議驿运路线，從印度噶倫堡经亞東、江孜到拉萨，再由牲畜運到青海的玉树或巴塘。西藏民眾大會以驿运路線經過拉薩，比不經過拉薩的中印公路更嚴重，決議予以拒絕。1942年4月21日，弗兰克·卢德洛接任使團團長，繼續談判對西藏施壓，7月噶厦作出让步，提出驿运线只能“运输药品邮件和民运物资”，禁止运输军事物资，印藏驿运终于开通。
由於涉外事務增多，噶厦成立專責機構“外交局”，於1942年7月6日通知中國、英國與尼泊爾此後與外交局交涉。英國使團同意了，而中國蒙藏委员会驻藏办事處孔慶宗拒絕，中藏交涉暫時停頓，到1943年才恢復。
1943年11月30日，一架飛越駝峰航線的C-87運輸機迷航耗盡燃油，機上5名美國人跳傘降落在西藏澤當附近，他們到拉薩後被安排住在使團數日，於12月20日離開拉薩，經由曲水、日喀則、江孜和亞東抵達印度。
1943年，黎吉生和锡金总督助理梅加西诺两人向噶厦建议：“现在国际上通行英语文，为使西藏在政治 、军事、工业各方面能够独立行事，应让更多的藏族青年学习英语。”噶厦由於需要受過英語教育的官員，接受其建議，於1944年1月請使團負責尋找英語學校校長，校長到拉薩後與黎吉生设计了校园图纸，噶厦政府审查通过，拨出藏银二万五千两、青稞七百克作为建校经费，校址選在拉薩魯布。黎吉生还向噶厦转交了校長带来的购置教学器材和教学用品的清单。7月31日在暂借的校舍冲吉林卡别墅举行开学典礼，孜本噶雪·曲吉尼瑪和夏格巴·旺秋德丹代表噶厦致詞。但是由於遭到寺院的強烈反對，外交局於1945年1月通知使團，關閉了學校。
1946年4月，使團團長黎吉生向西藏政府提供关于“西藏革命党”意圖推翻西藏政府的情报，并提供邦達饒嘎为主谋的证据，西藏政府因此对西藏革命党采取行动。在西藏政府要求下，印度將邦達饒嘎、土登貢培先後引渡到中國。
1947年8月印度獨立後，驻拉萨使团的成員改由印度人擔任，由於沒有印度人能取代黎吉生，黎吉生繼續任職直到1950年8月離職。印度外事服务部的Sumul Sinha接任團長，直到1952年9月使團降格。
1949年中國共產黨在第二次國共內戰取得優勢後，噶廈政府為了防止中國人民解放軍進入西藏，令孜本朗色林·班覺晉美蒐集潛伏分子的名單，他花了幾個月時間秘密進行，結果中華民國蒙藏委員會拉薩辦事處全體遭驅逐離開西藏，是為第二次驅漢事件。關於黎吉生在驅漢事件扮演的角色有兩種不同解讀。黎吉生在訪問中表示事情發生對他來說非常意外，英國印度事務部與外交部的檔案支持此說，表示對於辦事處人員前往印度事前一無所知。據時任噶廈仲譯欽莫（即秘書長）之土丹達旦的回憶，黎吉生告訴當時噶廈外交局局長札薩柳霞·土登塔巴、札薩索康·旺欽次登說，拉薩有許多共產黨，他们会充当内应，引来解放军。在兩位札薩詢問下，黎吉生提供了共產黨的名單。梅爾文·戈爾斯坦主張黎吉生或許在私下非官方的談話中表示中共會說辦事處屬於中共，影響噶廈，但無確證。劉學銚則主張黎吉生是幕後黑手，事前與噶廈、英印政府套好招。
1952年，中華人民共和國政務院總理周恩來建議印度駐拉薩使團正常化，改為總領事館，以交換在孟買設立總領事館。1952年9月16日，印度外交部宣布將印度駐拉薩使團降格為總領事館，隸屬於印度駐北京大使館，正式承認西藏是中國的一部分。

## 歷任團長
黎吉生任使团團長時頭銜英文是Officer in Charge與Head of Mission。中文譯為「团长」、「代表」或「负责人」。
- 黎吉生：1936-1939年10月[27]
- 诺布顿珠（藏族）：1939年10月-1942年4月21日[28]
- 弗兰克·卢德洛（英语：Frank Ludlow）：1942年4月21日-1943年4月。[29]
- 喬治·舍里夫（英语：George Sherriff）：1943年至1945年[29]
- Pemba Tsering：1945年至1946年[30]
- 黎吉生：1946年至1950年8月（1947年印度獨立後為印度驻拉萨使团）。[27]
- Sumul Sinha：1950年10月至1952年9月[22]

## 使馆建筑

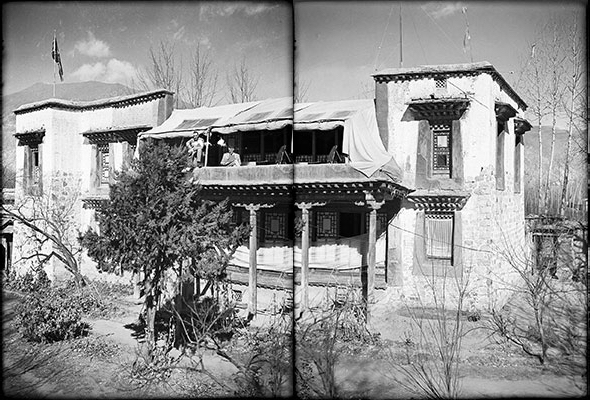
1936年的使馆

從查爾斯·阿爾弗雷德·貝爾開始，英國出使拉薩的官員都住在德吉林卡。據駐錫金政務官弗雷德里克·威廉姆森的夫人描述，德吉林卡有一條小溪穿過花園，花園種有蜀葵、桃樹、核桃樹和白楊。當時的主建筑是一棟兩層典型的宗式平頂建築，圍繞中庭建造，附屬建築包括馬厩，廚房和僕人的住所。主建筑一樓的大型餐廳有許多五顏六色的柱子，可以舉行宴會，還有一個房間。二樓樓梯的一側是起居間，鋪著精緻的和田地毯，可以通往陽台，還有一個辦公室。另一側三個房間作為臥室、更衣室與浴室。1939年2月，英国駐錫金政務官古德向英印政府表達使团有必要增建馆舍，使驻拉萨使团成为常驻机构。同年11月古德就此事再次请示，最终获得印度政府批准。在1940年6月前后，英国人设计、西藏出资为使团興建了一所西式医院，并于1942年增添了起居室。1943年，西藏允許使团正式興建医院與学校。

## 無線電台
雷吉诺·福克斯在1937年3月至1947年使團關閉期間，擔任使團的電報員。使團關閉後，福克斯繼續在拉薩政府擔任電報員及訓練工作直到1950年。亨利·喬治·貝克在1941年10月從印度被調到拉薩，代替生病的電報員7個月，直到他回來上班。1944年起，噶廈派擦絨家族的擦絨·東堆朗傑與吉普·旺堆羅布向使團學習無線電報的工作。1945年，英國人羅伯特·韋伯斯特·福特加入使團的無線電報工作。

## 外部連結
- [拉薩附近的互動地圖(包括德吉林卡）].   [2018-06-30]. （原始内容存档于2018-10-24）.
- [威廉姆森影集：西藏德吉林卡].   [2018-06-26]. （原始内容存档于2018-06-27）. 1935年
- Clare Harris; Tsering Shakya. Seeing Lhasa: British Depictions of the Tibetan Capital 1936-1947. Serindia Publications. 2003年: 60,82,83頁德吉林卡的照片
- Claude Arpi.  [印度在拉薩設有總領事館時]. Rediff.com. 2014-04-25  [2018-06-29]. （原始内容存档于2020-11-12）.德吉林卡的照片